# Homme au gant et au col de fourrure
L’Homme au gant et au col de fourrure est un tableau de Corneille de Lyon réalisé en 1535.

## Description
« Le traitement très réussi des mains, fort inhabituel chez Corneille, et la fermeté de la touche avaient conduit Dimier[Qui ?] à attribuer ce tableau au "maître de Rieux-Châteauneuf". »